# Liste der Kulturdenkmäler in Gondershausen
In der Liste der Kulturdenkmäler in Gondershausen sind alle Kulturdenkmäler der rheinland-pfälzischen Ortsgemeinde Gondershausen aufgeführt. Grundlage ist die Denkmalliste des Landes Rheinland-Pfalz (Stand: 27. Oktober 2023).

## Einzeldenkmäler
| Bezeichnung                                 | Lage                                                            | Baujahr                   | Beschreibung | Bild                           |
| ------------------------------------------- | --------------------------------------------------------------- | ------------------------- | --- | ------------------------------ |
| Brunnenhaus                                 | Brunnenweg, neben Nr. 4 Lage                                    | 19. Jahrhundert           | Brunnenhaus, Bruchstein, 19. Jahrhundert | BW                             |
| Quereinhaus                                 | Hübelstraße 17 Lage                                             | frühes 19. Jahrhundert    | Fachwerk-Quereinhaus, Krüppelwalmdach, frühes 19. Jahrhundert                                                                                                | Fotos hochladen                |
| Katholische Filialkirche St. Antonius Abbas | Rhein-Mosel-Straße, bei Nr. 17 Lage                             | 1842–44                   | neuromanischer Bruchsteinsaal, 1842–44, Turmausbau 1869, nach Kriegsbeschädigung 1950 wiederhergestellt                                                      | weitere Bilder Fotos hochladen |
| Katholische Pfarrkirche St. Servatius       | Rhein-Mosel-Straße, bei Nr. 85 Lage                             | 1863–65                   | dreischiffige Stufenhalle, Backstein, 1863–65, mittelalterlicher Westturm, um 1740 erhöht; bauliche Gesamtanlage mit Kirchhof und Pfarrheim (Schulstraße 38) | weitere Bilder Fotos hochladen |
| Grabplatte und Kreuz                        | Rhein-Mosel-Straße, bei Nr. 85 auf dem Kirchhof Lage            | Ende des 18. Jahrhunderts | Grabplatte, bezeichnet 1786; Kreuz einer Kreuzigungsgruppe, Sandstein, bezeichnet 1784                                                                       | Fotos hochladen                |
| Hofanlage                                   | Rhein-Mosel-Straße 89 Lage                                      | 1763                      | Streckhof; Fachwerkbau, teilweise massiv, bezeichnet 1763 | Fotos hochladen                |
| Kreuz                                       | Schulstraße, hinter Nr. 69 Lage                                 |                           | barocker Kruzifix an der Marienkapelle | Fotos hochladen                |
| Kapelle                                     | südlich des Ortes im Baybachtal bei der Schultheissermühle Lage | 18. Jahrhundert           | barocker Saalbau mit Dachreiter, 18. Jahrhundert; Holzkreuz mit Arma Christi, bezeichnet 1774                                                                | Fotos hochladen                |